# Верблюдка (рослина)
Corispermum — рід рослин родини амарантових .  Загалом, це прямостоячі однорічні рослини з плоскими тонкими листками і суцвіттями квіток з довгими приквітками . Види Верблюдок є нативними для Північної Америки та Євразії, але  про їх таксономію та поширення мало що відомо.
Верблюдка гісополиста та Верблюдка Маршалла поширені в Україні.  Верблюдка Маршалла входить у перелік видів, які перебувають під загрозою зникнення на території Київської області
Деякі види роду:
- Corispermum americanum - Верблюдка американська
- Corispermum hyssopifolium - [1] [2] цей вид утворює перекотиполе
- Corispermum marschallii  - Верблюдка Маршалла
- Corispermum pallasii
- Corispermum ulpopterum